# Италијанска управа за Кварнер
Италијанска управа за Кварнер (итал. Reggenza Italiana del Carnaro) била је држава коју је песник и авантурист Габријеле Данунцијо прогласио у Ријеци 8. септембра 1920. године. Ова самопроглашена држава никад није добила међународно признање и у децембру ју је заменила Слободна Држава Ријека.

## Историја
Због одлуке о могућој предаји Ријеке на Париској мировној конференцији Италији Данунцијо са својим ардитима - црнокошуљашима 12. септембра 1919. заузима град и присиљава британске, француске и америчке окупационе трупе на повлачење. Италија је ради тога започела блокаду Ријеке захтевајући од побуњеника предају.
Данунцијо је након тога прогласио Италијанску управу за Кварнер с уставом који је садржавао многе елементе каснијег италијанског фашизма и у којем је он добио титулу вође (итал. duce). Како Данунцијо није признавао Рапалски споразум, објавио је рат Италији. Након што су бродови италијанске морнарице бомбардовали град (Крвави Божић) Данунцијо је предао град у децембру 1920.

## Устав
Устав Италијанске управе за Кварнер (итал. Carta del Carnaro) је био спој анархистичких, протофашистичких и демократских републиканских идеја.
Данунција се често сматра претходником идеала и метода италијанског фашизма. Данунцијо је Устав написао заједно са синдикалистом Алцестеом Де Амбрисом (итал. Alceste De Ambris) који је направио политички и правни оквир документа, док га је Данунцијо песнички улепшао. Де Амбрис је био на челу групе побуњених италијанских морнара који су свој брод предали Данунцију. Уставом је основана корпоративна држава са девет удружења која су представљала разне привредне секторе са обвезним чланством. У десетом таквом удружењу којег је смислио сам Данунцијо били би супериорнији појединци.
Законодавна власт састојала се од два дома (итал. Consiglio degli Ottimi и итал. Consiglio dei Provvisori), чије би заједничке седнице (итал. Arengo del Carnaro) одлучивале о међународним споразумима, допунама устава и именовању диктатора у случају нужде. Уставом је као главном начелу државе одређена музика.